# Província da Somália

Brasão de armas da província

Somália foi uma das seis províncias da África Oriental Italiana. Foi criado fundindo as regiões habitadas pela etnia somaliana, a já existente Somália Italiana com a região do Ogaden do antigo Império Etíope.

## História

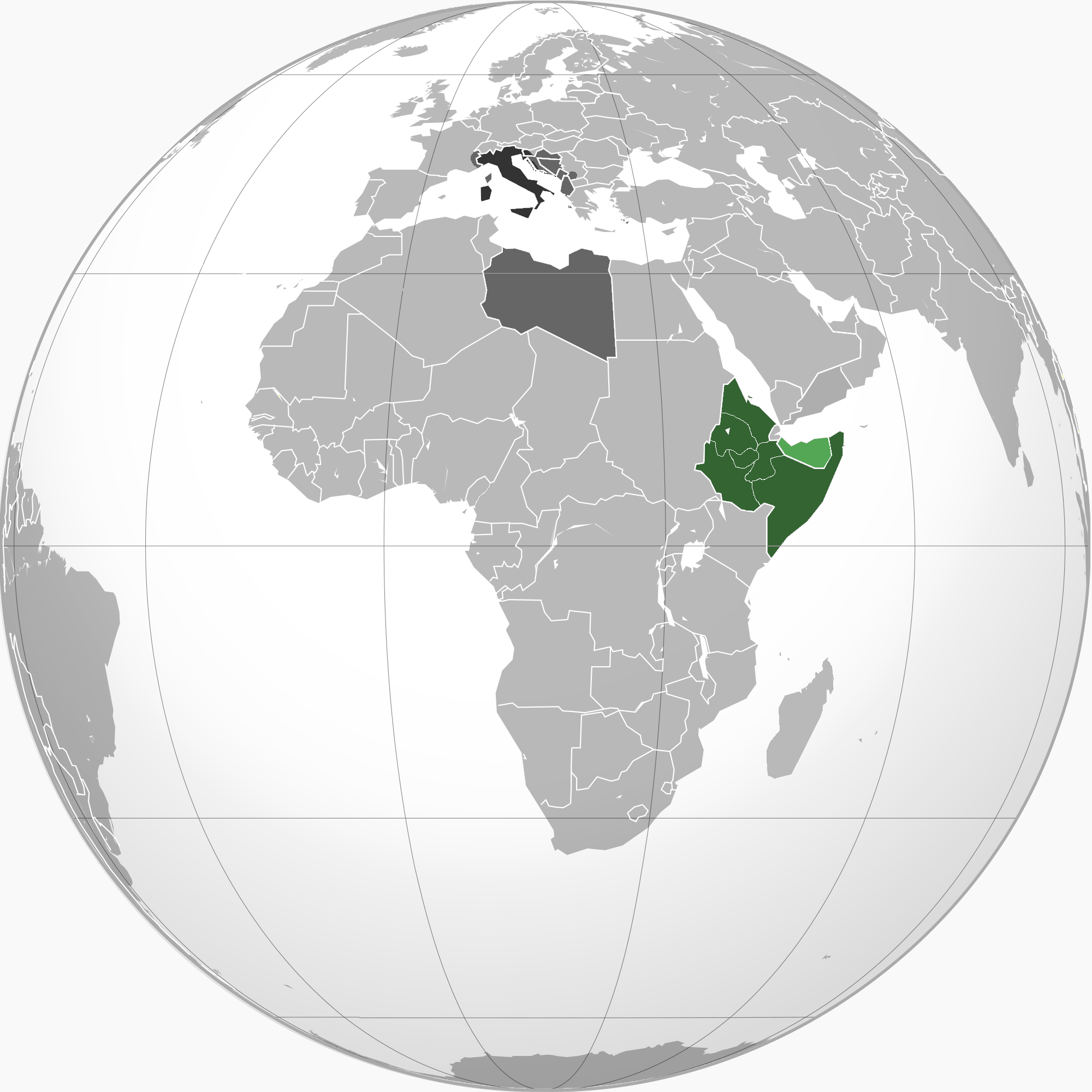
África Oriental Italiana em 1936. Somalilândia Britânica foi invadida e incorporada ao território em 1940

A província durou de 1936 a 1941. Sua capital administrativa foi Mogadíscio. Em 1936 a capital tinha uma população de 50 000 habitantes, dos quais, aproximadamente, 20 000 eram italianos na Somália.